# 마젤란의 십자가
마젤란의 십자가(Magellan's Cross)는 페르디난드 마젤란이 1521년 3월 15일 필리핀 세부에 도착하자 마자 마젤란의 명령에 의해 포르투갈과 스페인 탐험가들에 의해 달아둔 기독교 십자가이다.

## 개요
이 십자가는 세부 시 시청 앞의 마가야네스 거리(마젤란의 스페인식 이름)에 있는 바실리카 미노레 델 산토 니뇨의 옆에 있는 성당 안에 안치되어 있다. 십자가 아래의 표지에는 원래의 십자가는 성당 중앙에서 발견된 나무 십자가 안에 봉인되어 있다고 설명되어 있다. 이것은 영험한 기적의 힘을 가지고 있다고 믿으며, 원래의 십자가 조각을 기념품 목적으로 떼어가려는 사람들로부터 보호하기 위한 조치이다. 그러나 어떤 이들은 원래의 십자가가 파손되었거나, 마젤란의 죽음 이후 사라졌다고 믿는다. 또한 현재의 십자가는 이곳을 점령한 스페인 제국에 의해 달어졌던 복제품이라고 생각한다.
|  |  |  |